# 세르게이 알렉산드로비치 대공
세르게이 알렉산드로비치 대공(세르비아어: Сергей Александрович, 1857년 5월 11일 ~ 1905년 2월 17일)는 러시아 제국의 대공이다.
상트페테르부르크의 차르스코예 셀로에 위치한 예카테리나궁에서 알렉산드르 2세 황제와 그의 아내인 마리 폰 헤센다름슈타트 대공녀의 5번째 아들로 태어났다. 러시아 황실의 남자 황족들과 마찬가지로 청년 시절에 군인으로 복무했으며 1877년부터 1878년까지 일어난 러시아-튀르크 전쟁에 참전했다.
1884년 6월 15일에는 상트페테르부르크에서 헤센 대공국의 루트비히 4세 폰 헤센 대공과 영국의 알리체 부부의 둘째 딸인 엘리자베트 폰 헤센다름슈타트 대공녀와 결혼했지만 자녀가 없었다. 이 때문에 자신의 남동생인 파벨 알렉산드로비치 대공의 아내였던 그리스와 덴마크의 공주 알렉산드라가 출산 도중에 사망하자 그들의 자녀 2명을 잠시 데려와 키운 적이 있다.
1891년에 알렉산드르 2세 황제에 의해 모스크바 총독으로 임명된 이후에는 반동주의 성향을 띠었는데 이는 그의 조카인 니콜라이 2세에게 큰 영향을 주었다. 1905년 2월 17일 사회주의혁명당 계열의 테러 조직이 모스크바 크렘린에서 일으킨 폭탄 테러로 인해 사망했다. 그의 아내였던 엘리자베트는 그가 죽은 이후에 수도원에 거주하다 1918년 7월 18일 볼셰비키 세력에 의해 사망했다.

## 참고 문헌
- Alexander, Grand Duke of Russia. Once a Grand Duke, Cassell, London, 1932.
- Chavchavadze, David. The Grand Dukes, Atlantic, 1989, ISBN 0-938311-11-5
- Cowles, Virginia. The Romanovs, Harper & Row, 1971, ISBN 0-06-010908-4
- Croft, Christina. Most Beautiful Princess Hilliard & Croft 2008, ISBN 0-9559853-0-7
- King, Greg. The Court of the Last Tsar, Wiley, 2006, ISBN 978-0-471-72763-7.
- King, Greg. The Last Empress, Citadel Press Book, 1994. ISBN 0-8065-1761-1
- Mager, Hugo. Elizabeth: Grand Duchess of Russia, Da Capo Press, 1999, ISBN 0-7867-0678-3
- Lincoln, W. Bruce. The Romanovs: Autocrats of All the Russias, Anchor, ISBN 0-385-27908-6.
- Mikhailova, Valeria. Elizabeth and Sergei: A Story of Love, A History of Lies. Royal Russia. N 10, 2016. ISBN 978-1-927604-20-5.
- Marie,Grand Duchess of Russia. Education of a Princess, Viking Press, 1931; ISBN 1-4179-3316-X
- Maylunas, Andrei and Mironenko, Sergei. A Lifelong Passion: Nicholas and Alexandra Their Own Story Dukes, Doubleday, 1997, ISBN 0-385-48673-1.
- Perry, John and Pleshakov, Constantine. The Flight of the Romanovs, Basic Books, 1999, ISBN 0-465-02462-9.
- Van der Kiste, John. The Romanovs 1818–1959, Sutton Publishing, 1999, ISBN 0-7509-2275-3.
- Warwick, Christopher. Ella: Princess, Saint and Martyr, Wiley, 2007 ISBN 0-470-87063-X
- Zeepvat, Charlotte. The Camera and the Tsars, Sutton Publishing, 2004, ISBN 0-7509-3049-7.
- Zeepvat, Charlotte. Romanov Autumn: stories from the last century of Imperial Russia. Sutton Publishing, 2000. ISBN 9780750923378